# 溝紋鏢鱸
溝紋鏢鱸為輻鰭魚綱鱸形目鱸亞目河鱸科的其中一種，被IUCN列為次級保育類動物，分布於美國田納西州的Duck河流域，體長可達5.6公分，棲息在岩石底質的溪流、池塘，屬肉食性，以水生昆蟲、橈腳類為食，雄魚具有護卵的行為。